# Gus
El Gus - Гусь (rus) - és un riu de Rússia, un afluent per l'esquerra de l'Okà. Passa per les províncies de Vladímir i de Riazan. Té una llargària de 146 km. Neix prop de Gus-Khrustalni, a l'óblast de Vladímir, travessa la plana d'aiguamolls de Meixtxera i desemboca finalment a l'Okà.